# An-Nisāʾ

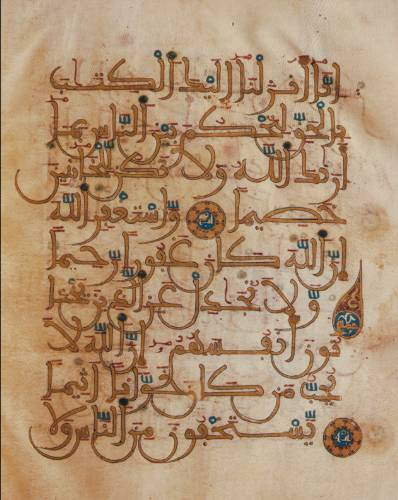
Sure 4, Vers 105–107 in einer maghrebinischen Koranhandschrift, 13.–14. Jahrhundert, Chester Beatty Library.

Die Sure an-Nisā' (arabisch سورة النساء, DMG Sūrat an-nisāʾ ‚Sure ‚Die Frauen‘‘) ist die vierte Sure und zählt mit 176 Versen zu den längsten Suren des Korans. Sie ist auch die Sure mit dem längsten gesetzgebenden Abschnitt. Die große Bedeutung des rechtlichen Materials zeigt sich darin, dass es gleich am Anfang der Sure platziert wird und ihr anders als in Sure 2 keine Erzählung vorausgeht. Die vorherrschenden Rechtsthemen in der Sure sind die Kontrolle des Eigentums und die Regelung der Beziehungen zwischen den Geschlechtern.

## Zeitliche Einordnung
Die Sure stammt aus der medinischen Zeit. Nach Theodor Nöldeke gehört ihr größter Teil wahrscheinlich dem Zeitraum zwischen dem Ende des Jahres 3 und dem Ende des Jahres 5 der Hidschra an. Muslimische Autoren erzählen für den ersten Teil der Sure (Vers 1 bis 14) verschiedene Asbāb-an-nuzūl-Geschichten, wobei diejenigen, die sich datieren lassen, in die Zeit nach der Niederlage in der Schlacht von Uhud (625) weisen. Adel Theodor Khoury ordnet sie in die Zeit zwischen der Schlacht von Uhud und dem Rückzug der Mekkaner nach der Belagerung Medinas (Grabenschlacht 627). Der historische Kontext der Zeit nach Uhud wird als entscheidend für das Verständnis der Sure betrachtet. Hiermit wird die prominente Rolle der Gesetzgebung zu Vormundschaft und Erbschaft zu Beginn der Sure erklärt.

## Name
Der Name der Sure spiegelt die Tatsache wider, dass ein Großteil ihrer Gesetzgebung ausdrücklich Frauen betrifft, wie z. B. Vers 127, der mit wa-yastaftūnaka fī n-nisāʾ beginnt: „Sie bitten dich um eine Fatwa über die Frauen“. Das Wort nisāʾ („Frauen“) kommt in der Sure 20 Mal vor (Verse 1, 3, 4, 7, 11, 15, 19, 22, zweimal in 23, 24, 32, 34, 43, 75, 98, zweimal in 127, 129, 176). Das ist häufiger als in jeder anderen Sure. Die hebräische Entsprechung naschim ist der Titel des dritten Traktats der Mischna, in dem die Leviratsehe, der Ehebruch und der Ehevertrag erörtert werden, alles Themen, die auch in dieser Sure behandelt werden.

## Verszählung und Verslänge
Die von Anton Spitaler behandelten Verszählungstraditionen gehen nur bei den Versen 44/45 und Vers 173 auseinander. Bei letzterem nimmt die syrische Tradition eine Versteilung bei dem Wort alīman vor, ein Kolon vor dem Versende in den anderen Traditionen. Gustav Flügel hebt in seiner Textausgabe Corani textus arabicus die in der Kairiner Koranausgabe bestehende Trennung zwischen den Versen 44 und 45, die auf der kufischen Tradition basiert, auf und fügt entsprechend der syrischen Tradition in Vers 173 eine Verstrennung ein.
Die große Mehrzahl der Verse in der Sure besteht aus drei bis dreißig Wörtern (145 von 176 = 82 %) und die meisten davon aus drei bis zwanzig Wörtern (109 von 145). Die Hälfte der Verse (88 von 176) hat eine Länge von 11 bis 20 Wörtern.

## Gesamtstruktur
Zu der Struktur der Sure gibt es sehr unterschiedliche Ansichten. Der pakistanische Gelehrte Amīn Ahsan Islāhī (gest. 1997) unterteilte sie in drei Hauptabschnitte, die durch ein „thematisches Fundament“ (ʿamūd) vereint werden: „Soziale Reform“ (Verse 1–43), „Die islamische Gemeinschaft und ihre Gegner“ (Verse 44–126) und „Abschluss“ (Verse 127–176). Thematisches Fundament der Sure sind für ihn „Faktoren, die den Zusammenhalt in einer muslimischen Gesellschaft fördern“. Die im ersten Abschnitt dargelegten Reformen führen zu der in Abschnitt 2 behandelten Opposition vor dem Hintergrund der Notwendigkeit gemeinschaftlicher Solidarität. Der dritte Abschnitt schließlich rundet die Sure ab, indem er Fragen beantwortet, das bereits Gesagte ergänzt, eine letzte Warnung ausspricht und den Gesandten tröstet. Mustansir Mir hält die Unterteilung der Sure aufgrund der thematischen Verschiebungen bei Vers 44 und 127 für gerechtfertigt, meint jedoch, dass Vers 135 einen ebenso guten Trennpunkt darstellt wie Vers 127.
Nach Mathias Zahniser gliedert sich die Sure in fünf Hauptabschnitte, von denen nur drei einen thematischen Fokus haben: Abschnitt I, der Frauenblock (Verse 1–43); Abschnitt III, der Schlachtblock (Verse 71–104) und Abschnitt V, der ebenfalls auf Frauen bezogen ist (127–176), während die dazwischen liegenden Abschnitte II (Verse 44–70) und IV (Verse 105–26) nach ihm keinen speziellen thematischen Fokus haben. Zahniser stellte fest, dass in der Sure thematische Verkettung häufig als Übergangsmittel eingesetzt wird. Das heißt, dass der Wechsel des Reimschemas nicht unmittelbar an der Bruchstelle zwischen zwei Diskurseinheiten stattfindet, sondern einen Vers oder einige Verse davor oder danach.
Raymond K. Farrin gelangte aufgrund einer strukturellen Analyse der Sure zu dem Ergebnis, dass sie einem symmetrischen Schema folgt und am Ende zu den Themen des Anfangs wie der gerechten Behandlung der Frauen zurückkehrt. Die Sure ist nach ihm ringförmig aufgebaut und besteht aus fünf konzentrischen Abschnitten, die wiederum dreigeteilt sind. Im mittleren Abschnitt wird auf einen Vorfall Bezug genommen, bei dem ein Jude des Diebstahls beschuldigt wird, und es wird die individuelle Verantwortlichkeit des Menschen betont. Die finale Rückkehr zur Erbschaft, die bereits Thema im ersten Abschnitt war, dient zum Abschluss der Sure. Die konzentrische Struktur der Sure stellt sich für Farrin insgesamt wie folgt dar:
| A: Reziprozität und Gerechtigkeit (Vers 1–42). Gebot, Gott zu fürchten, der die Menschheit aus einer einzigen Seele erschaffen hat, in dessen Namen die Menschen Forderungen aneinander stellen; Gott wacht immer über die Menschen; Gebote bezüglich Waisen, Erbschaft, Ehebruch, Heirat, Scheidung; Ungerechtigkeit wird verurteilt; Mahnung zu Güte und Großzügigkeit. B: Der Kampf für die Sache Gottes (Vers 43–104). Gebote zum Gebet; Mahnung, für die Sache Gottes im Namen der Unterdrückten zu kämpfen; Gott wird den Kämpfern eine große Belohnung zukommen lassen; Bekräftigunges des Monotheismus; Das Zögern der Heuchler, in den Krieg zu ziehen; Gläubige sollten sie bekämpfen, wenn sie sich gegen die Gläubigen wenden; allen Gläubigen wird Gutes versprochen, doch diejenigen, die sich für die Sache Gottes einsetzen, werden eine größere Belohnung erhalten. C: Ein beispielhaftes Urteil (Vers 105–115). Gott hat dem Propheten das Buch offenbart, damit er zwischen den Menschen richten kann; die Menschen sollten nicht gegen einen Unschuldigen intrigieren oder sich gegen ihn einsetzen (Beispiel für begangenes Unrecht und gerechte Entscheidung des Propheten); individuelle Verantwortung für Sünde; Gott ist allwissend und weise; Gott belohnt diejenigen, die wohltätig und freundlich sind und die Versöhnung fördern. B': Islam versus Polytheismus (Vers 116–126). Der Polytheismus wird verurteilt; wer an Gott glaubt und gute Taten vollbringt, wird in Gärten eingelassen, unter denen Flüsse fließen; sich Gott zu unterwerfen, gute Taten zu vollbringen und Abraham im Monotheismus zu folgen, ist die beste Religion. A': Frauen, Erbschaft und die Ahl al-kitāb (Vers 127–176). Ermahnung, Waisen gerecht zu behandeln; Versöhnung in der Ehe ist am besten, doch wenn es zu einer Trennung kommt, wird Gott jeden Ehepartner wohltätig versorgen; Ermahnung, an Gott, Seinen Propheten und die Heiligen Schriften zu glauben; Heuchler und einige Ahl al-kitāb verspotten Gottes Zeichen; sie werden bestraft; Böses sollte nicht laut ausgesprochen werden, außer wenn Unrecht geschehen ist; der Prophet bringt die Wahrheit vom Herrn; die Ahl al-kitāb sollten nicht übertreiben und sagen, dass Gott einen Sohn hat; Christus Jesus war ein Prophet; Anweisung zur Erbschaft; Gott weiß alle Dinge. |

Nach Joseph Lowry weist die Sure hinsichtlich der Themen und sprachlichen Muster Aspekte des Chiasmus und der Symmetrie auf, daneben aber auch erhebliche Asymmetrien. Rechtliche Passagen sind nur unregelmäßig und asymmetrisch in der gesamten Sure angeordnet, wobei sie die ersten 43 Verse dominieren und dann sporadisch und in viel geringerer Anzahl bis zum letzten Vers der Sure wiederkehren. Die Verse 127–130 knüpfen am stärksten an das rechtliche Material im langen Eingangsabschnitt der Sure an und sind mit ihm auch durch Wiederholungen des Vokabulars verbunden. Wie bei den anderen langen medinensischen Suren beginnen viele Verse in Sure 4 mit einer Ansprache an ein Publikum. Die häufigste derartige Anrede ist hierbei yā-aiyuhā llaḏīna āmanū, „O ihr, die ihr glaubt!“. Sie kommt neun Mal vor und ist gleichmäßig über die ganze Sure verteilt.

## Inhalte
Nach Ansicht von Joseph Lowry erschwert das Fehlen von Erzählmaterial in der Sure Versuche, eine Interpretation von ihr zu entwickeln, die von einer umfassenden thematischen Kohärenz ausgeht. Das eigentliche Thema der Sure sei Recht und Regierungsführung. In dieser Hinsicht stehe die Sure in scharfem Kontrast zu Sure 2 und Sure 5, deren rechtliches Material in biblische Erzählparadigmen integriert werden könne, nämlich die Bundesnachfolge in Sure 2 und die Erfüllung der Schrift und die Aufhebung der Gesetzgebung in Sure 5, und auch zur Struktur dieser Suren beitrage. Die Sure entziehe sich aber einer einfachen ganzheitlichen Interpretation. Sie sei am besten in Bezug auf ihren thematischen Inhalt zu verstehen, „als eine Ansammlung von Materialien, die eine dringende Beschäftigung mit kommunaler Verwaltung und Regulierung widerspiegeln“.

### Gesetzgebendes Material
Die Gesetzgebung wird in der Sure deutlich in den Vordergrund gestellt und dann an verschiedenen Stellen neu aufgegriffen, wobei ein Großteil dieser Gesetzgebung geschlechtsspezifisch ist. Viele der aufgestellten Regeln werden durch kurze Kommentare ergänzt. Die Sure enthält Rechtsbestimmungen über Ehe, Familie, Erbschaft und Stellung der Frau in der islamischen Gesellschaft. Die Verse 22 und 23 enthalten konkrete Heiratsverbote. Sure 4:34 betrifft eheliche Konflikte.
In den Versen 7–12, 32–33 und 176 werden die wichtigsten Regeln für die Aufteilung und Verteilung des Eigentums verstorbener Personen dargelegt. An mehreren Stellen erscheinen Kurzversionen des Dekalogs, so in Vers 36 mit den Geboten, nur den einen Gott anzubeten und die Eltern zu ehren. Das Gebot, die Eltern zu ehren, wird an der Stelle durch eine lange Liste weiterer Personen ergänzt, die ebenfalls gut behandelt werden sollten: Verwandte, Waisen und Arme, verschiedene Arten von Nachbarn, Reisende und Sklaven.
Die Sure enthält außerdem der beiden wichtigsten koranischen Ausführungen über die rituelle Reinigung vor dem Gebet sowie Bestimmungen darüber, wie rituelle Gebete unter unsicheren Bedingungen durchgeführt werden können. In Vers 4:43 gibt es eine Passage zum Tayammum, die mit einer Passage in Sure 5 (Vers 6) nahezu identisch ist. Die beiden Passagen unterscheiden sich jedoch darin, dass Sure 5:6 die Behandlung des Themas mit relativ einfachen Anweisungen zum Erreichen ritueller Reinheit durch spezielle Waschungen beginnt, während Sure 4:43 lediglich Trunkenheit als Gebetshindernis und die Ausnahmen bei Wassermangel behandelt.

### Weitere Themen
Gesetzgebende Verse, also Verse, die Pflichten auferlegen und somit im engeren Sinne rechtlich sind, nehmen allerdings nur etwa ein Viertel der Sure ein; der Rest befasst sich mit anderen Themen. Nach Lowry sind alle nichtlegislativen Themen in der Sure aber durch ihre Verweise auf interne und externe Bedrohungen für die koranische Gemeinschaft miteinander verbunden. Ein zentrales Thema der Sure ist die Rechtsprechung, die weniger mit der Gesetzgebung als mit der Frage der politischen Autorität verbunden ist. Mehrere Passagen der Sure spiegeln nämlich die Anfechtung der richterlichen, politischen und militärischen Autorität Mohammeds wider.
Die Sure enthält viele Aufforderungen an die Koranhörer, ihre Feinde zu bekämpfen, wie etwa in den Versen 71–79. Darauf folgt in den Versen 80–84 eine Klage über Ungehorsam in militärischen Angelegenheiten. Die Nichtteilnahme am Krieg wird in Vers 95 ausdrücklich missbilligt.
Des Weiteren enthält die Sure polemische Kritik an Juden und Christen sowie an Ungläubigen. Bedeutsam sind auch die Stellungnahmen zur Kreuzigung Jesu in den Versen 157–158 und 171–172:

„Und weil sie sagten: »Wir haben Christus Jesus, den Sohn Marias, den Gesandten Gottes, getötet.« - Sie haben ihn aber nicht getötet, und sie haben ihn nicht gekreuzigt, sondern es erschien ihnen eine ihm ähnliche Gestalt. Diejenigen, die über ihn uneins sind, sind im Zweifel über ihn. Sie haben kein Wissen über ihn, außer daß sie Vermutungen folgen. Und sie haben ihn nicht mit Gewißheit getötet, sondern Gott hat ihn zu sich erhoben. Gott ist mächtig und weise.“

Nach herkömmlicher Interpretation wird hier die Tatsache der Kreuzigung Jesu bestritten. Todd Lawson hat aber in einer Monographie nachgewiesen, dass es im Laufe der Interpretationsgeschichte auch andere Erklärungen gab. Mit den Worten „Und sagt nicht: Drei“ richtet sich Vers 171 gegen den Glauben an die Trinität.

## Belege
1. 1 2  Lowry: "A Guide to the Legal Material in Sūrat al-Nisāʾ (Q 4)". 2022, S. 422.
2. ↑  Lowry: "A Guide to the Legal Material in Sūrat al-Nisāʾ (Q 4)". 2022, S. 473–475.
3. ↑  Lowry: "A Guide to the Legal Material in Sūrat al-Nisāʾ (Q 4)". 2022, S. 440.
4. ↑  Nöldeke: Geschichte des Qorans. Erster Teil: Über den Ursprung des Qorans. 1909, S. 195f.
5. ↑  Adel Theodor Khoury: Der Koran. Übersetzt und kommentiert von Adel Theodor Khoury. Gütersloher Verlagshaus, Gütersloh 2007, ISBN 978-3-579-08023-9, S. 130.
6. ↑  Lowry: "A Guide to the Legal Material in Sūrat al-Nisāʾ (Q 4)". 2022, S. 475.
7. ↑  Lowry: "A Guide to the Legal Material in Sūrat al-Nisāʾ (Q 4)". 2022, S. 451.
8. ↑  Anton Spitaler: Die Verszählung des Koran nach islamischer Überlieferung. Verlag der Bayerischen Akademie der Wissenschaften, München 1935. S. 35f. Digitalisat
9. ↑  Zahniser: “Sūra as Guidance and Exhortation: The Composition of Sūrat Al-Nisāʾ”. 1997, S. 75.
10. ↑  Lowry: "A Guide to the Legal Material in Sūrat al-Nisāʾ (Q 4)". 2022, S. 470.
11. ↑  Lowry: "A Guide to the Legal Material in Sūrat al-Nisāʾ (Q 4)". 2022, S. 473.
12. ↑  Siehe für die Übersetzung Lowry: "A Guide to the Legal Material in Sūrat al-Nisāʾ (Q 4)". 2022, S. 461.
13. ↑  Mustansir Mir: Coherence in the Qur'ān: a study of Iṣlāhī's concept of naẓm in Tadabbur-i Qur'ān. American Trust Publications, Indianapolis 1986. S. 46f.
14. ↑  Mustansir Mir: Coherence in the Qur'ān : a study of Iṣlāhī's concept of naẓm in Tadabbur-i Qur'ān. American Trust Publications, Indianapolis 1986. S. 48f.
15. ↑  Zahniser: “Sūra as Guidance and Exhortation: The Composition of Sūrat Al-Nisāʾ”. 1997, S. 77.
16. ↑  Zahniser: “Sūra as Guidance and Exhortation: The Composition of Sūrat Al-Nisāʾ”. 1997, S. 74.
17. 1 2  Farrin: “Sūrat al-Nisāʾ and the Centrality of Justice”. 2016, S. 1.
18. ↑  Farrin: “Sūrat al-Nisāʾ and the Centrality of Justice”. 2016, S. 2.
19. ↑  Farrin: “Sūrat al-Nisāʾ and the Centrality of Justice”. 2016, S. 14.
20. ↑  Farrin: “Sūrat al-Nisāʾ and the Centrality of Justice”. 2016, S. 13.
21. ↑  Farrin: “Sūrat al-Nisāʾ and the Centrality of Justice”. 2016, S. 13f.
22. ↑  Lowry: "A Guide to the Legal Material in Sūrat al-Nisāʾ (Q 4)". 2022, S. 450.
23. ↑  Lowry: "A Guide to the Legal Material in Sūrat al-Nisāʾ (Q 4)". 2022, S. 475.
24. 1 2  Lowry: "A Guide to the Legal Material in Sūrat al-Nisāʾ (Q 4)". 2022, S. 466.
25. ↑  Lowry: "A Guide to the Legal Material in Sūrat al-Nisāʾ (Q 4)". 2022, S. 423.
26. 1 2  Lowry: "A Guide to the Legal Material in Sūrat al-Nisāʾ (Q 4)". 2022, S. 424.
27. ↑  Lowry: "A Guide to the Legal Material in Sūrat al-Nisāʾ (Q 4)". 2022, S. 443.
28. ↑  Lowry: "A Guide to the Legal Material in Sūrat al-Nisāʾ (Q 4)". 2022, S. 428.
29. ↑  Lowry: "A Guide to the Legal Material in Sūrat al-Nisāʾ (Q 4)". 2022, S. 438.
30. ↑  Lowry: "A Guide to the Legal Material in Sūrat al-Nisāʾ (Q 4)". 2022, S. 436.
31. ↑  Lowry: "A Guide to the Legal Material in Sūrat al-Nisāʾ (Q 4)". 2022, S. 440.
32. 1 2  Lowry: "A Guide to the Legal Material in Sūrat al-Nisāʾ (Q 4)". 2022, S. 445.
33. ↑  Lowry: "A Guide to the Legal Material in Sūrat al-Nisāʾ (Q 4)". 2022, S. 449.
34. 1 2 3  Lowry: "A Guide to the Legal Material in Sūrat al-Nisāʾ (Q 4)". 2022, S. 448.
35. ↑  Lowry: "A Guide to the Legal Material in Sūrat al-Nisāʾ (Q 4)". 2022, S. 437.
36. ↑  Todd Lawson: The Crucifixion and the Qur’an, A Study in the History of Muslim Thought. Oxford 2009.